# Pterinochilus chordatus
Espèce
Synonymes
- Harpactira chordata Gerstäcker, 1873
- Pterinochilus widenmanni Strand, 1906
- Pterinochilus raptor Strand, 1906
- Pterinochilus affinis Tullgren, 1910
- Pterinochilus sjoestedti Tullgren, 1910
- Pterinochilus carnivorus Strand, 1917
- Pterinochilus brunellii Caporiacco, 1940
- Coelogenium raveni Smith, 1990

Pterinochilus chordatus est une espèce d'araignées mygalomorphes de la famille des Theraphosidae.
Elle est aussi connue sous le nom commun anglais "grey baboon spider" se référant à sa couleur grise à l'âge adulte.

## Distribution
Cette espèce  se rencontre en Afrique de l'Est.

## Description

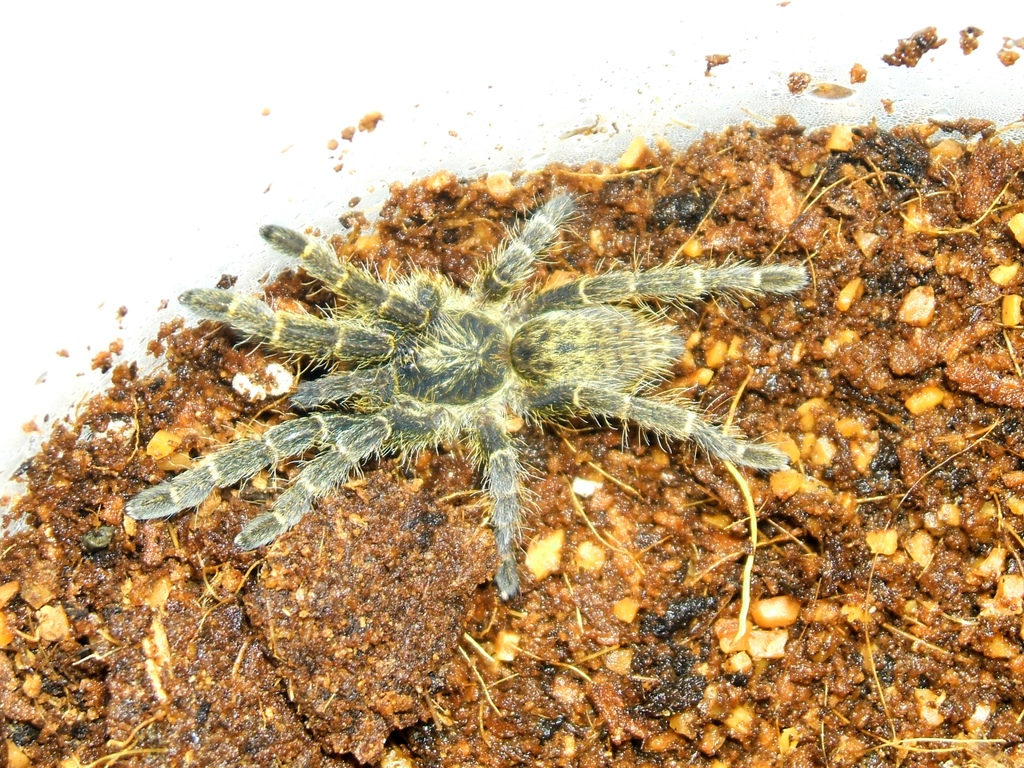
Mygalon d'environ 2.5 cm d'envergure

C'est une mygale de taille moyenne. La femelle peut atteindre environ 15 centimètres ce qui est un peu plus que la taille maximale du mâle qui dépasse rarement les 10 centimètres. Elle est de couleur grise à l'âge adulte. L'abdomen est tacheté d'un gris plus foncé. Les spécimens plus jeunes sont par contre de couleur brun-doré, couleur qui changera à mesure que la mygale mue.

## Comportement
Cette mygale est beaucoup moins agressive que ses cousines. Elle est par contre très nerveuse mais peu défensive, elle préfère de loin la fuite plutôt que l'affrontement.

## Morsure
Une morsure de cette espèce est sans danger pour l'humain. Par contre elle est très douloureuse.

## Taxinomie
Cette espèce a été décrite par Carl Eduard Adolph Gerstäcker en 1873 sous le protonyme Harpactira chordata, elle est considérée comme synonyme de Pterinochilus constrictus jusqu'en 2002 quand elle est rétablie par Gallon.

## Publication originale
- Gerstäcker, 1873 : Arachnoidea. Reisen in Ostafrica. Leipzig, vol. 3, no 2, p. 473-503.